# Follow-up (astronomia)
In Astronomia il termine inglese follow-up, che può avere diversi significati a secondo del contesto, indica le osservazioni che vengono fatte a seguito di:
- scoperta di un nuovo/a asteroide o cometa per confermarne inizialmente l'esistenza e in seguito per determinare o migliorare l'orbita preliminare[1][2][3].

- osservazione di un fenomeno transiente come esplosioni di nove, supernove e GRB[4][5]: nel caso dei GRB il follow-up avviene progressivamente nelle varie bande (raggi gamma, raggi X, ultravioletti, banda ottica, infrarosso e onde radio) a causa del rapido decadimento del picco di emissione verso frequenze meno energetiche. Osservazioni di follow-up vengono eseguite anche per seguire l'andamento delle curve di luce delle stelle variabili anche per periodi molto lunghi: anni o anche decenni e più.